# Bengalia pseudovaricolor
Bengalia pseudovaricolor är en tvåvingeart som beskrevs av Hiromu Kurahashi och Tumrasvin 1979. Bengalia pseudovaricolor ingår i släktet Bengalia och familjen spyflugor.
Artens utbredningsområde är Thailand. Inga underarter finns listade i Catalogue of Life.